# Битти, Кевин
То́мас Ке́вин Би́тти (англ. Thomas Kevin Beattie; 18 декабря 1953, Карлайл — 16 сентября 2018, Ипсуич) — английский футболист, игравший на позиции центрального защитника.

## Биография

### Ранние годы
Битти происходил из многодетной семьи, состоявшей из 5 сыновей и 4 дочерей. Его отец Томас работал доставщиком угля в Национальном угольном совете, а мать была уборщицей в чайной компании Lipton. Из-за невысоких доходов и пьянства главы семьи не хватало денег на еду.
В возрасте 14 лет он покинул католическую старшую школу Святого Патрика, где время от времени прогуливал уроки. Причиной этому, было то, что у него не было обуви и он устроился работать на фабрику и склад, чтобы помогать семье.

### Клубная карьера
В возрасте 15 лет Битти отправился на просмотр в «Ливерпуль», который в те годы возглавлял Билл Шенкли. Когда он прибыл в Ливерпуль, то на станции Лайм-стрит его никто не встретил и он вернулся домой в Карлайл. Спустя годы, Билл Шенкли признал, что допустил одну из серьёзных своих ошибок, когда упустил возможность подписать контракт с молодым игроком.
Позже он присоединился к клубу «Ипсвич Таун», который возглавлял Бобби Робсон, но Битти играл в молодёжной команде. 12 августа 1972 года дебютировал в Первом дивизионе в матче против «Манчестер Юнайтед»; «Ипсвич» выиграл тот матч со счётом 2:1. В своём дебютном сезоне он сыграл за «трактористов» в чемпионате 38 матчей и забил 6 голов. По итогам дебютного сезона в профессиональном футболе Битти был признан лучшим молодым игроком года и игроком года «Ипсвич Таун».
За следующие 8 сезонов в составе «синих» Битти стал одним из ключевых игроков, в составе которой добился с командой главных успехов в её истории — Кубок Англии 1978 года и победу в Кубке УЕФА в 1981 году над нидерландским АЗ, но в тех матчах Битти не играл из-за полученной травмы. Всего за «Ипсвич» Битти сыграл в чемпионате страны 228 матчей и забил 24 гола.
В декабре 1981 года Битти завершил игровую карьеру в возрасте 28 лет из-за последствий травм, поскольку ему были сделаны пять операций на колене за последние 4 года. Летом 1982 года он возобновил игровую карьеру и стал игроком «Колчестер Юнайтед», за которые сыграл 6 матчей, 4 из которых были в лиге. Затем он перешёл в «Мидлсбро», в котором сыграл только 5 матчей. В последующие годы играл за «Барнет» и «Харвич энд Паркестон».
Затем он играл за клубы низших лиг в Швеции и Норвегии и завершил карьеру на родине в клубе «Клактон».

### Карьера в сборной
В составе сборной Англии дебютировал 16 апреля 1975 года в матче со сборной Кипра (5:0), проходивший в рамках отбора на чемпионат Европы 1976 года. Всего за сборную Англии сыграл 9 матчей, в которых забил 1 гол.

### Смерть
Скончался 16 сентября 2018 года в Ипсуиче в возрасте 64 лет от сердечного приступа.

## Достижения
«Ипсвич Таун»
- Обладатель Кубка Англии (1) : 1978
- Обладатель Кубка УЕФА (1) : 1981
- Обладатель Кубка Тексако (1) : 1972/73